# Marià Masferrer i Rierola
Marià Masferrer i Rierola (Sant Quirze Safaja, 10 d'abril de 1856 - Espinelves, 13 de desembre de 1923) va ser un naturalista, botànic i zoòleg català.
Nascut al Mas Barnils de Sant Quirze de Safaja, cosí segon del botànic Ramon Masferrer i Arquimbau, fou cabaler de Masjoan d'Espinelves, que convertí en un notable jardí botànic, l'Arborètum de Masjoan, on es conserva una important col·lecció taxidèrmica d'ocells preparats per ell, i on aconseguí aclimatar espècies com el pi de l'Himàlaia o avets procedents de Suïssa i els Pirineus. Decidí la vocació botànica de Joaquim Codina i Vinyes, i en ornitologia col·laborà amb Estanislau Vayreda i Vila. Va estudiar profundament la fauna i flora de les Guilleries. Va mantenir una vinculació amb el Museu de Ciències Naturals de Barcelona, com a ajudant del laboratori de preparació i taxidèrmia des de l'abril de 1888. No va deixar cap publicació escrita, però esdevingué un important naturalista de camp, que es relacionà amb altres naturalistes del món universitari i acadèmic.